# Louis de Balzac d'Illiers d'Entragues
Pour les articles homonymes, voir Balzac.
Louis de Balzac d'Illiers d'Entragues, est un prélat catholique français, né en 1664 à Paris, mort le 20 août 1720 en l'abbaye Notre-Dame de Bellefontaine, dont il est abbé commendataire depuis 1710.  

## Biographie
Fils de Léon II d'Illiers d'Entragues, seigneur de Marcoussis et Bois-Malesherbes, et d'Anne de Rieux, il est successivement abbé de Valence (diocèse de Poitiers) en 1696, aumônier du roi en 1705, abbé de Notre-Dame de Bellefontaine en 1710, et évêque de Clermont de 1716 à 1717. Le pape Clément XI lui refuse ses bulles. Il est prieur à Saint-Wandrille de Marcoussis quand il est nommé à Lectoure, mais il meurt avant d’avoir gagné son nouvel évêché. Acquis aux idées jansénistes, il a eu le temps de nommer Louis Pâris Vaquier de Villers, un ardent défenseur de ce mouvement, au poste de vicaire général et official.
Saint-Simon (t. V, Pléiade, p. 799) : « Un abbé d'Entragues, aumônier du feu roi et de celui-ci, eut Clermont. Je le nomme parce que Bentivoglio, qui le crut mal affectionné à la constitution, lui rendit tant de si mauvais offices à Rome que ses bulles retardèrent toutes les autres. La vérité est qu'il estimait la constitution sa juste valeur, et qu'il connaissait les jésuites. Il ne s'en contraignit pas pendant son épiscopat, qui ne fut pas bien long. C'était un très homme de bien, mais de peu de savoir. »

## Sources
- Maurice Bordes et Georges Courtès (sous la direction de), Histoire de Lectoure, Lectoure, 1972
- (Louis de Balzac d'Illiers, dit l'abbé d') sur site Ressources: Château de Versailles